# بورو (گران‌بوی)
بورو (به لاتین: Börü، تا ۲۹ دسامبر ۱۹۹۲ ارمنی بوریسی Erməni Borisi) یک منطقه مسکونی در جمهوری آذربایجان است که در شهرستان گران‌بوی واقع شده است. بورو ۷۴ نفر جمعیت دارد.